# Renée Kersten
Renée Kersten (Maarheeze, 1 februari 1993) is een Nederlands voetballer. Zij behoorde vanaf 2012 tot de speelsters van het FC Utrecht dat in 2007 toetrad tot de Eredivisie voor vrouwen.

## Carrière
In 2010 kwam Kersten in de Eredivisie Vrouwen terecht door bij VVV-Venlo aan te sluiten. Daarvoor speelde ze onder andere voor V.V. Maarheeze en NWC. In haar eerste seizoen kwam ze tot twintig wedstrijden. Haar tweede seizoen verliep minder voorspoedig. Eind september 2011 liep Kersten een hersenkneuzing op waardoor ze acht maanden moest revalideren, voordat ze weer op het trainingsveld kon staan. Uiteindelijk kwam ze dat seizoen tot drie duels. In juni 2012 besloot VVV haar vrouwenteam op te heffen ten faveure van het nieuwe team PSV/FC Eindhoven. De spelers werden de mogelijkheid geboden over te stappen naar de club uit Eindhoven, maar Kersten koos ervoor om samen met Myrthe Moorrees bij FC Utrecht te gaan spelen. Na 1 seizoen te hebben gespeeld bij FC Utrecht, besloot Kersten ermee te stoppen, ze kon het voetballen op het hoogste niveau niet meer aan door haar blessure. Hierdoor zette Kersten noodgedwongen een punt achter haar carrière.

## Statistieken
| Seizoen | Club       | Land      | Competitie | Wedstrijden | Doelpunten |
| ------- | ---------- | --------- | ---------- | ----------- | ---------- |
| 2010/11 | VVV-Venlo  | Nederland | Eredivisie | 20          | 0          |
| 2011/12 | VVV-Venlo  | Nederland | Eredivisie | 3           | 0          |
| 2012/13 | FC Utrecht | Nederland | Eredivisie | 3           | 0          |
| Totaal  | Totaal     | Totaal    | Totaal     | 26          | 0          |

Laatste update 19 jun 2012 17:02 (MEZT)

## Trivia
- Renée heeft een tweelingbroer, Koen.[1]